# Pease (Minnesota)
Pease es una ciudad ubicada en el condado de Mille Lacs en el estado estadounidense de Minnesota. En el Censo de 2010 tenía una población de 242 habitantes y una densidad poblacional de 102,68 personas por km².

## Geografía
Pease se encuentra ubicada en las coordenadas 45°42′7″N 93°39′3″O / 45.70194, -93.65083. Según la Oficina del Censo de los Estados Unidos, Pease tiene una superficie total de 2.36 km², de la cual 2.35 km² corresponden a tierra firme y (0.33%) 0.01 km² es agua.

## Demografía
Según el censo de 2010, había 242 personas residiendo en Pease. La densidad de población era de 102,68 hab./km². De los 242 habitantes, Pease estaba compuesto por el 97.93% blancos, el 0% eran afroamericanos, el 0% eran amerindios, el 0.83% eran asiáticos, el 0% eran isleños del Pacífico, el 0.83% eran de otras razas y el 0.41% pertenecían a dos o más razas. Del total de la población el 1.65% eran hispanos o latinos de cualquier raza.